# Моцарт в джунглях
«Мо́царт в джу́нглях» (англ. Mozart in the Jungle) — американский комедийно-драматический сериал, созданный Романом Копполой, Джейсоном Шварцманом и Алексом Тимберсоном на основе мемуаров Блэр Тиндалл «Моцарт в джунглях: Секс, наркотики и классическая музыка» (англ. Mozart in the Jungle: Sex, Drugs, and Classical Music). В центре сюжета находится закулисная жизнь Нью-Йоркского филармонического оркестра. В сериале снялись звезда Бродвея Бернадетт Питерс, Малкольм Макдауэлл и Гаэль Гарсиа Берналь в роли Родриго, беллетризованной версии дирижёра Густаво Дудамеля.
Пилотный эпизод шоу транслировался в рамках второго пилотного сезона Amazon Studios 6 февраля 2014 года. 11 марта 2014 года Amazon дал зелёный свет производству полного сезона из десяти эпизодов, премьера которого состоялась в полном объёме 23 декабря 2014 года. 18 февраля 2015 года Amazon продлил сериал на второй сезон. 9 февраля 2016 года Amazon продлил сериал на третий сезон. 30 января 2017 года сериал был продлён на четвёртый сезон, его премьера состоялась 16 февраля 2018 года.
6 апреля 2018 года сериал был закрыт после четвёртого сезона.

## Актёры и персонажи

### Основной состав
- Гаэль Гарсиа Берналь — Родриго де Суза
- Лола Кёрк — Хейли Ратледж
- Саффрон Берроуз — Синтия Тейлор
- Ханна Данн — Элизабет (Лиззи) Кэмпбелл
- Питер Вак — Алекс Мерривезер
- Малкольм Макдауэлл — Томас Пембридж
- Бернадетт Питерс — Глория Виндзор

### Второстепенный состав
- Дебра Монк — Бетти
- Марк Блам — Боб из профсоюза
- Дженнифер Ким — Шэрон
- Джоэл Бернштейн — Уоррен Бойд
- Нора Арнезедер — Анна Мария
- Джон Миллер — Ди Ди
- Рубио Киан — Таня-треугольник
- Бреннан Браун — Эдвард Байбен
- Гретхен Мол — Нина
- Макензи Ли — Эддисон
- Маргарет Лэдд — Клэр
- Джошуа Белл — камео
- Джейсон Шварцман — Брэдфорд Шарп
- Джон Ходгман — Уоррен
- Уоллес Шон — Бен Уинслоу
- Дермот Малруни — Эндрю Уолш
- Моника Беллуччи — Алессандра

## Эпизоды
| Сезон | Сезон | Эпизоды | Оригинальная дата показа | Оригинальная дата показа |
| Сезон | Сезон | Эпизоды | Премьера сезона          | Финал сезона             |
| ----- | ----- | ------- | ------------------------ | ------------------------ |
|       | 1     | 10      | 6 февраля 2014           | 23 декабря 2014          |
|       | 2     | 10      | 30 декабря 2015          | 30 декабря 2015          |
|       | 3     | 10      | 9 декабря 2016           | 9 декабря 2016           |
|       | 4     | 10      | 16 февраля 2018          | 16 февраля 2018          |

## Реакция

### Отзывы критиков
Первый сезон добился признания критиков. На Rotten Tomatoes сериал собрал 92 процента положительных отзывов, а на Metacritic — 73 балла из ста.

### Награды и номинации
| Год  | Награда                  | Категория                                                                       | Обладатель           | Итог      |
| ---- | ------------------------ | ------------------------------------------------------------------------------- | -------------------- | --------- |
| 2017 | Золотой глобус           | Лучший телевизионный сериал — комедия или мюзикл                                | Моцарт в джунглях    | Номинация |
| 2017 | Золотой глобус           | Лучшая мужская роль в телевизионном сериале — комедия или мюзикл                | Гаэль Гарсиа Берналь | Номинация |
| 2016 | Золотой глобус           | Лучший телевизионный сериал — комедия или мюзикл                                | Моцарт в джунглях    | Победа    |
| 2016 | Золотой глобус           | Лучшая мужская роль в телевизионном сериале — комедия или мюзикл                | Гаэль Гарсиа Берналь | Победа    |
| 2016 | Эмми                     | Outstanding Sound Mixing for a Comedy or Drama Series (Half-Hour) and Animation | Моцарт в джунглях    | Победа    |
| 2016 | Imagen Foundation Awards | Best Actor — Television                                                         | Гаэль Гарсиа Берналь | Победа    |
| 2015 | Image Foundation Awards  | Лучший телевизионный актёр                                                      | Гаэль Гарсиа Берналь | Победа    |